# Амиров, Ильдар Рафикович
Ильдар Рафикович Амиров (род. 9 октября 1987 года) — киргизский футболист, нападающий клуба «Алга». Выступал за сборную Кыргызстана.

## Карьера

### Клубная карьера
В 2004—2005 годах выступал в составе молодёжной сборной, игравшей в высшей лиге. В 2006 году, выступая в составе «Мурас-Спорта» за сезон забил 7 мячей, а команда заняла четвёртое место.
В мае 2006 года в составе «Динамо-Дордой» стал обладателем Кубка Президента АФК.
В межсезонье 2006/07 года был на просмотре в казанском «Рубине».
С 2007 года играл в составе нарынского клуба «Дордой». Трижды (2007, 2008, 2009) становился чемпионом, один раз (2010) — вице-чемпионом Кыргызстана. Дважды (2008, 2010) становился обладателем Кубка Кыргызстана. В 2010 году «Дордой» передислоцировался в Бишкек и снова стал чемпионом.
В 2012 году Амиров вместе с Алмазбеком Мирзалиевым перешёл в таиландскую команду «Удонтхани», игравшую в третьем дивизионе. Команда закончила сезон на третьем месте в дивизионе.
В 2012—2013 годах играл за ФК «Абдыш-Ата» и стал бронзовым призёром чемпионата 2013 года.
В 2014 году перешёл в ошский «Алай». В 2015 году выступал в высшей лиге за бишкекскую «Алгу».
С октября 2015 года вместе с братом выступал в турецком любительском клубе «Туранспор», забил 13 голов.
По окончании сезона вернулся в Кыргызстан и стал игроком бишкекской «Алги».
10 января 2017 года подписал контракт с клубом I-League «Ист Бенгал» до 31 мая, взял себе 12-й номер, но сыграл всего в двух матчах (против клубов «Черчилль Бразерс» и «Бенгалуру»). Его заменил австралиец Крис Пэйн.

### Карьера в сборной
В составе олимпийской сборной Кыргызстана принимал участие в летних Азиатских играх 2006 и 2010.
С 2006 года играл в составе национальной сборной Кыргызстана. Принимал участие в Кубок вызова АФК 2006, 2010 и 2014, Кубке Неру 2009.

## Личная жизнь
Отец, Рафик Гаязович (род. 1965) — футбольный тренер. Брат Руслан (род. 1990) — футболист сборной Кыргызстана, вратарь.